# Сестријере
Сестријере (итал. Sestriere;фр. Sestrières) је алпско место у Италији, удаљено 17 km од Француске границе. Његово име потиче од латинског "ad petram sistrariam", што означава удаљеност 60 римских миља од Торина.
Налази се у регији Пијемонта, покрајине Торино на висини од 2035 m.
Сестријере је познато као монденско италијанско скијалиште. Заједно са скијалиштима око места Bardonecchia, Claviere, Sauze d'Oulx, Cesana Torinese и San Sicariom те Montgenevre у Француској чини скијашко подручје познато под именом Млечни пут (Via Lattea). Подручје обухвата 146 повезаних стаза са преко 400 km укупне дужине.
Ту се сваке године одржавају такмичења светскога купа у скијању, а за време одржавања Олимпијских игара у Торину 2006. у Сестријереу су одржане све трке у алпскоме скијању.
Поред скијашких такмичења Сестријере је познато и као циљно и стартно место (зависно од сезоне и трасе трке) у бициклистичким тркама Тур де Франсу и Ђиро д' Италија. 